# Canillejas (municipio)
Canillejas fue municipio de la provincia de Madrid hasta 1950, año en que fue anexionado como barrio a la ciudad de Madrid, a la que pertenece actualmente.

## Historia
La villa de Canillejas fue de señorío laico y dio denominación al marquesado de Canillejas, creado en 1696 por el rey Carlos II.
En la actualidad la superficie que ocupaba su término municipal pertenece al de la villa de Madrid. El decreto que aprobaba la anexión del término data del 24 de junio de 1949; el municipio fue finalmente anexionado a Madrid el 30 de marzo de 1950.
Su último alcalde fue Pablo Serrano Caballero.
El barrio de Canillejas, perteneciente al distrito de San Blas-Canillejas, toma el nombre del antiguo municipio.

## Demografía
| Gráfica de evolución demográfica de Canillejas entre 1842 y 1940 |
| |
| Población de derecho (1842-1897, excepto 1857 y 1860 que es población de hecho) según los censos de población del siglo XIX. Población de derecho (1900-1991) o población residente (2001) según los censos de población del INE. |